# Condado de Tompkins
El condado de Tompkins es un condado estadounidense, situado en el estado de Nueva York. Según el censo de los Estados Unidos del 2000, la población es de 96 501 habitantes. La cabecera del condado es Ithaca.

## Geografía
Según la Oficina del Censo de los Estados Unidos, el condado tiene un área total de 1233 km² (476 millas²). De éstas 1.191 km² (460 mi²) son de tierra y 41 km² (16 mi²) son de agua.
El territorio es principalmente montañoso en la parte sur y su altitud máxima es de 640 metros en el Connecticut Hill. En la zona norte es menos montañoso y se compone de suelos fértiles y llanuras onduladas. Al noroeste se encuentra la parte sur del lago Cayuga al que desemboca el Taughannock Creek tras producir espectaculares saltos de agua en el parque estatal de Taughannock Falls. Por el noreste fluye el río Fall Creek que desemboca en el lago Cayuga. El límite del sudeste está marcado por la rama occidental del Oswego Creek y en el norte nace el Owasco Inlet que se dirige al norte a desembocar en el lago del mismo nombre.

### Condados limítrofes
- Condado de Cayuga - norte
- Condado de Cortland - este
- Condado de Tioga - sur
- Condado de Chemung - suroeste
- Condado de Schuyler - oeste
- Condado de Seneca - noroeste

## Historia
Cuando se establecieron los condados en el estado de Nueva York en 1683 este condado estaba incluido en el condado de Albany pero en 1766 se separó el condado de Cumberland y en 1770 el de Gloucester. En 1772 se separó el condado de Tyron que aún mantenía una gran extensión y debía su nombre al gobernador colonial de Nueva York William Tryon. En 1776 tras la guerra de Independencia de los Estados Unidos cambió su nombre por condado de Montgomery en honor al general Richard Montgomery. En 1789 redujo sus límites al separarse el condado de Ontario. En 1817 se creó el condado de Tompkins combinado parte de Seneca y del condado de Cayuga y recibiendo su nombre en honor al vicepresidente y gobenardor del estado Daniel Tompkins, aunque éste nunca visitó este condado. En 1854 la ciudad de Hector y una parte de Newfield se cedieron al recién creado condado de Schuyler.

## Localidades

### Ciudades
Ithaca 

### Pueblos
Caroline |
Danby |
Dryden |
Enfield |
Groton |
Ithaca |
Lansing |
Newfield |
Ulysses

### Villas
Cayuga Heights |
Dryden |
Freeville |
Groton |
Lansing |
Trumansburg 

### Lugares designados por el censo
Forest Home |
Newfield Hamlet |
South Hill 

## Centros educativos superiores
- Universidad de Cornell
- Ithaca College
- Tompkins-Cortland Community College